# Kabinett Wekerle III

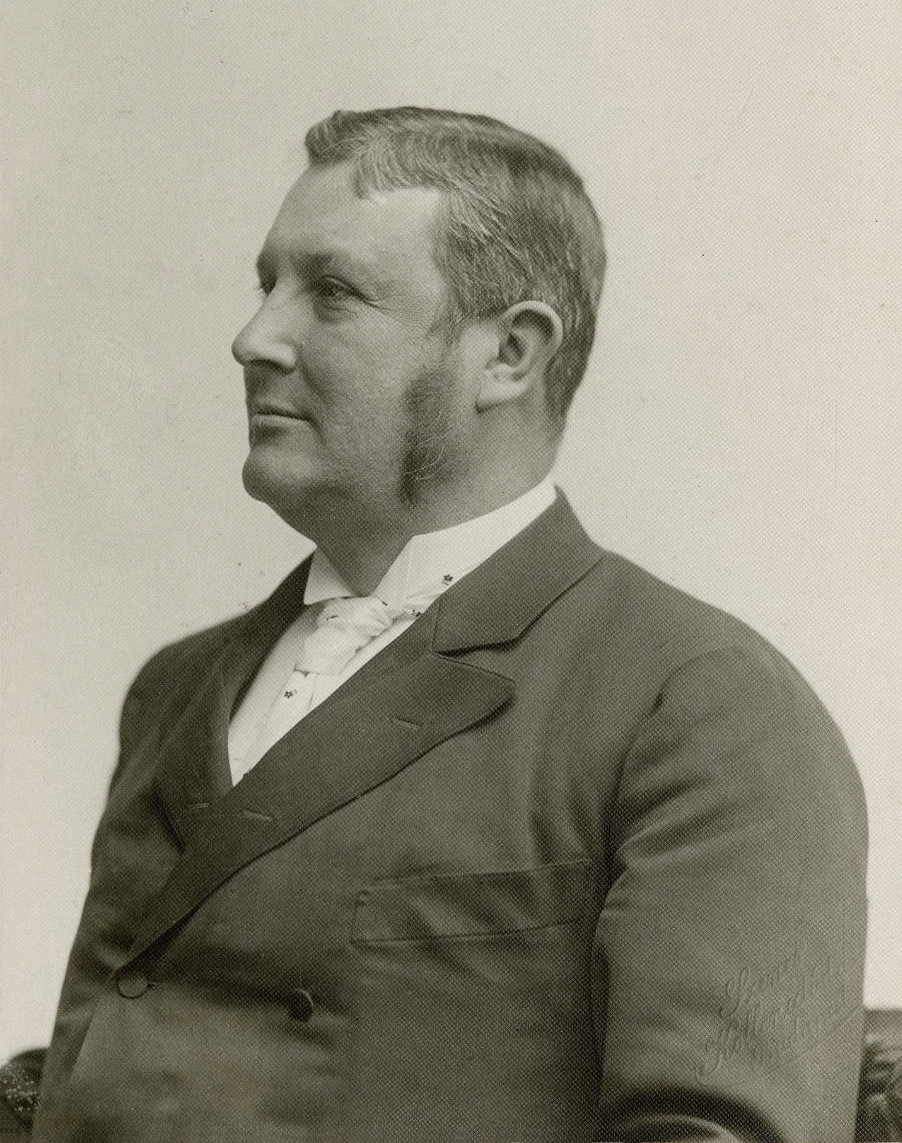
Sándor Wekerle

Das Kabinett Wekerle III war die Regierung des Königreichs Ungarn von 1917 bis 1918. Sie wurde vom ungarischen Ministerpräsidenten Sándor Wekerle am 20. August 1917 gebildet und bestand bis zu dessen Rücktritt am 23. Oktober 1918, geschäftsführend jedoch bis 31. Oktober 1918.

## Minister
Parteien:
_ Nationale Partei der Arbeit (Nemzeti Munkapárt)
_ '48-er Verfassungspartei (48-as Alkotmánypárt)
_ Nationale Verfassungspartei (Országos Alkotmánypárt)
_ Vereinigte Unabhängigkeits- und '48-er Partei (Egyesült Függetlenségi és 48-as Párt)
_ Unabhängigkeits- und '48-er Justh-Partei (Függetlenségi és 48-as Justh-párt)
_ Katholische Volkspartei (Katolikus Néppárt)
_ Demokratische Partei (Demokrata Párt)
_ parteilos
| Amt                                                | Amtsträger | Amtsträger                     | Beginn der Amtszeit | Ende der Amtszeit  |
| -------------------------------------------------- | ---------- | ------------------------------ | ------------------- | ------------------ |
| Ministerpräsident                                  |            | Sándor Wekerle                 | 20. August 1917     | 23. Oktober 1918   |
| Innenminister                                      |            | Gábor Ugron                    | 20. August 1917     | 25. Januar 1918    |
| Innenminister                                      |            | János Tóth                     | 25. Januar 1918     | 8. Mai 1918        |
| Innenminister                                      |            | Sándor Wekerle                 | 8. Mai 1918         | 23. Oktober 1918   |
| Finanzminister                                     |            | Gusztáv Gratz                  | 20. August 1917     | 16. September 1917 |
| Finanzminister                                     |            | Sándor Wekerle (interim)       | 16. September 1917  | 11. Februar 1918   |
| Finanzminister                                     |            | Sándor Popovics                | 11. Februar 1918    | 23. Oktober 1918   |
| Landesverteidigungsminister                        |            | Sándor Szurmay                 | 20. August 1917     | 23. Oktober 1918   |
| Minister für Kultus und Unterricht                 |            | Albert Apponyi                 | 20. August 1917     | 8. Mai 1918        |
| Minister für Kultus und Unterricht                 |            | János Zichy                    | 8. Mai 1918         | 23. Oktober 1918   |
| Justizminister                                     |            | Károly Grecsák                 | 20. August 1917     | 25. Januar 1918    |
| Justizminister                                     |            | Vilmos Vázsonyi                | 25. Januar 1918     | 8. Mai 1918        |
| Justizminister                                     |            | Gusztáv Tőry                   | 8. Mai 1918         | 23. Oktober 1918   |
| Ackerbauminister                                   |            | Béla Mezőssy                   | 20. August 1917     | 25. Januar 1918    |
| Ackerbauminister                                   |            | Sándor Wekerle (interim)       | 25. Januar 1918     | 11. Februar 1918   |
| Ackerbauminister                                   |            | Béla Serényi                   | 11. Februar 1918    | 23. Oktober 1918   |
| Handelsminister                                    |            | Béla Serényi                   | 20. August 1917     | 25. Januar 1918    |
| Handelsminister                                    |            | József Szterényi               | 25. Januar 1918     | 23. Oktober 1918   |
| Minister am Allerhöchsten Hoflager                 |            | Aladár Zichy                   | 20. August 1917     | 23. Oktober 1918   |
| Minister am Allerhöchsten Hoflager                 |            | Tivadar Batthyány              | 23. Oktober 1918    | 31. Oktober 1918   |
| Minister für Kroatien-Slawonien-Dalmatien          |            | Károly Unkelhäusser            | 20. August 1917     | 23. Oktober 1918   |
| Minister für Soziales und Arbeit                   |            | Tivadar Batthyány              | 20. August 1917     | 25. Januar 1918    |
| Minister für Soziales und Arbeit                   |            | Móric Esterházy                | 25. Januar 1918     | 8. Mai 1918        |
| Minister für Soziales und Arbeit                   |            | Lajos Windischgraetz (interim) | 8. Mai 1918         | 24. Oktober 1918   |
| Minister für Ernährung                             |            | János Hadik                    | 23. August 1917     | 25. Januar 1918    |
| Minister für Ernährung                             |            | Lajos Windischgraetz           | 25. Januar 1918     | 24. Oktober 1918   |
| Minister ohne Portefeuille für Übergangswirtschaft |            | Béla Földes                    | 20. August 1917     | 8. Mai 1918        |
| Minister ohne Portefeuille für Wahlrecht           |            | Vilmos Vázsonyi                | 20. August 1917     | 25. Januar 1918    |